# Лукьянов, Иван (легкоатлет)
Иван Лукьянов (молд. Ion Luchianov) — российский, а ранее молдавский легкоатлет, специализируется в беге на 3000 метров с препятствиями.

## Карьера
Выступал на трёх Олимпиадах. В Афинах не смог выйти в финал, в Пекине занял 12-е место, в Лондоне занял 10-е место. В 2002 году на чемпионате мира по полумарафону занял 89-е место с результатом 1:08.11.
Будучи гражданином Молдавии он принял участие в чемпионате России 2010 года, который выиграл с результатом 8.23,67.
На чемпионате мира 2013 года в Москве занял 10-е место.

## Смена гражданства
28 декабря 2013 года получил российское гражданство. Первоначально IAAF разрешила ему выступать за Россию с 27 декабря 2014 года, но затем срок был сокращён. В результате он с 15 мая 2014 года может официально представлять сборную России на международных соревнованиях.